# Guimauve officinale
Althaea officinalis
Pour les articles homonymes, voir Guimauve.
Espèce
Statut de conservation UICN

 LC  : Préoccupation mineure
La Guimauve officinale (Althaea officinalis L.), aussi appelée Guimauve sauvage ou Mauve blanche, est une plante herbacée vivace de la famille des Malvacées, commune en Europe. C’est une grande plante herbacée aux feuilles tomenteuses d’un vert grisâtre, blanchâtre, fleurissant en juillet, qui poussent surtout dans les milieux humides.
Recommandée par Charlemagne dans le Capitulaire de Villis (fin du VIIIe début du IXe siècle)  avec une centaine d’autres plantes dont la culture était préconisée dans les jardins du domaine royal.
Elle est cultivée comme plante médicinale pour ses propriétés émollientes, comme plante ornementale pour ses fleurs et quelquefois comme plante potagère principalement pour ses racines.
Cette plante entrait dans la composition d'une confiserie molle et sucrée, la guimauve, originellement fabriquée à partir de la racine de guimauve.

## Nomenclature et étymologie
L’espèce a été décrite et nommée Althaea officinalis par Linné en 1753 dans Species Plantarum 2: 686.
Le nom de genre Althaea est un mot de latin scientifique emprunté au grec ancien ἀλθαία (althaía) « guimauve » (Théophraste, Histoire des plantes, 9, 15, 5, Dioscoride, Pline, Hist. Nat. 20, 222).
L’épithète spécifique officinalis est une épithète dérivée du latin officina « 1.atelier, 2.fabrique » et du suffixe adjectival -alis marquant l’appartenance, la dépendance, soit « de l'atelier ».
En Europe occidentale, bien rares sont les officina, les boutiques des marchands de drogues simples dont l’établissement soit signalé dans les textes occidentaux (en latin) avant la fin du XIe siècle. Les premières officines qui fonctionnent datent de 1140 dans l’Italie méridionale, vers 1180 à Montpellier, en 1231 à Marseille et vers 1250 en Angleterre. Pendant des siècles, c’est dans les monastères, dans des pièces nommées officina, que les herbes médicinales récoltées dans l’Hortus simplicium (Le Jardin des simples) étaient séchées et conservées avant d’être utilisées pour la fabrications de remèdes. Le terme en vint à signifier « local où l’apothicaire, le médecin, puis le pharmacien prépare les remèdes ». Pour les botanistes du temps de Linné, officinalis était une épithète qui s’appliquait aux plantes médicinales dont l’usage était très répandu.

## Synonymes
Selon POWO, le nom valide Althaea officinalis possède 15 synonymes: 

### Synonymes homotypiques
- Malva althaea E.H.L.Krause in J.W.Sturm, Deutschl. Fl. Abbild., ed. 2. 6: 243 (1902)
- Malva officinalis (L.) K.F.Schimp. & Spenn. in F.C.L.Spenner, Fl. Friburg. 3: 885 (1829)

### Synonymes hétérotypiques
- Althaea balearica J.J. Rodr. in Fl. Menorca: 24 (1904)
- Althaea kragujevacensis Pančić in Fl. Serbiae: 200 (1874)
- Malva maritima Salisb. in Prodr. Stirp. Chap. Allerton: 381 (1796), nom. illeg.

## Description
C'est une grande plante herbacée vivace, à tiges dressées d’environ 1 m de haut, pouvant atteindre 1,5 m de haut.
Les feuilles tomenteuses portées par un pétiole de 1–6 cm, sont d’un vert grisâtre, blanchâtres, peuvent être entières ou à 3 lobes, à marge dentées à crénelées-dentées. Les feuilles du haut sont ovales ou vaguement trilobées, celles du bas deltoïdes-ovales, de  4–10 cm de long sur 2–7 cm de large.
La plante est vivace grâce à sa souche qui émet des bourgeons souterrains et à ses racines pivotantes qui plongent en profondeur.
Les fleurs, sont solitaires ou en fascicules de 2 à 4 fleurs à l’aisselle des feuilles, à pédoncule court (de 0,5–4 cm), de couleur blanc rosé, pâles. Elles sont munies d'un calicule, non soudé au calice, formé de 7 à 9 bractées étroites, velues, de 4 mm de long. Le calice est persistant, velu, en forme de coupe, à 5 sépales plus longs que les parties du calicule. La corolle est composée de 5 pétales roses, parfois très pâles, d'environ 1,5 cm de long. Les étamines forment une colonne staminale de 3–5 mm, glabre ou à poils papilleux clairsemés, les anthères dans la moitié supérieure, violet foncé, et à l’extrémité de la colonne pointe le style à 15-20 branches.
La floraison a lieu vers le mois de juillet.
Le fruit est un schizocarpe formé de carpelles nombreux (de 15 à 20), disposés en cercle d’environ 8 mm de diamètre, de couleur jaunâtre. Les graines sont réniformes.

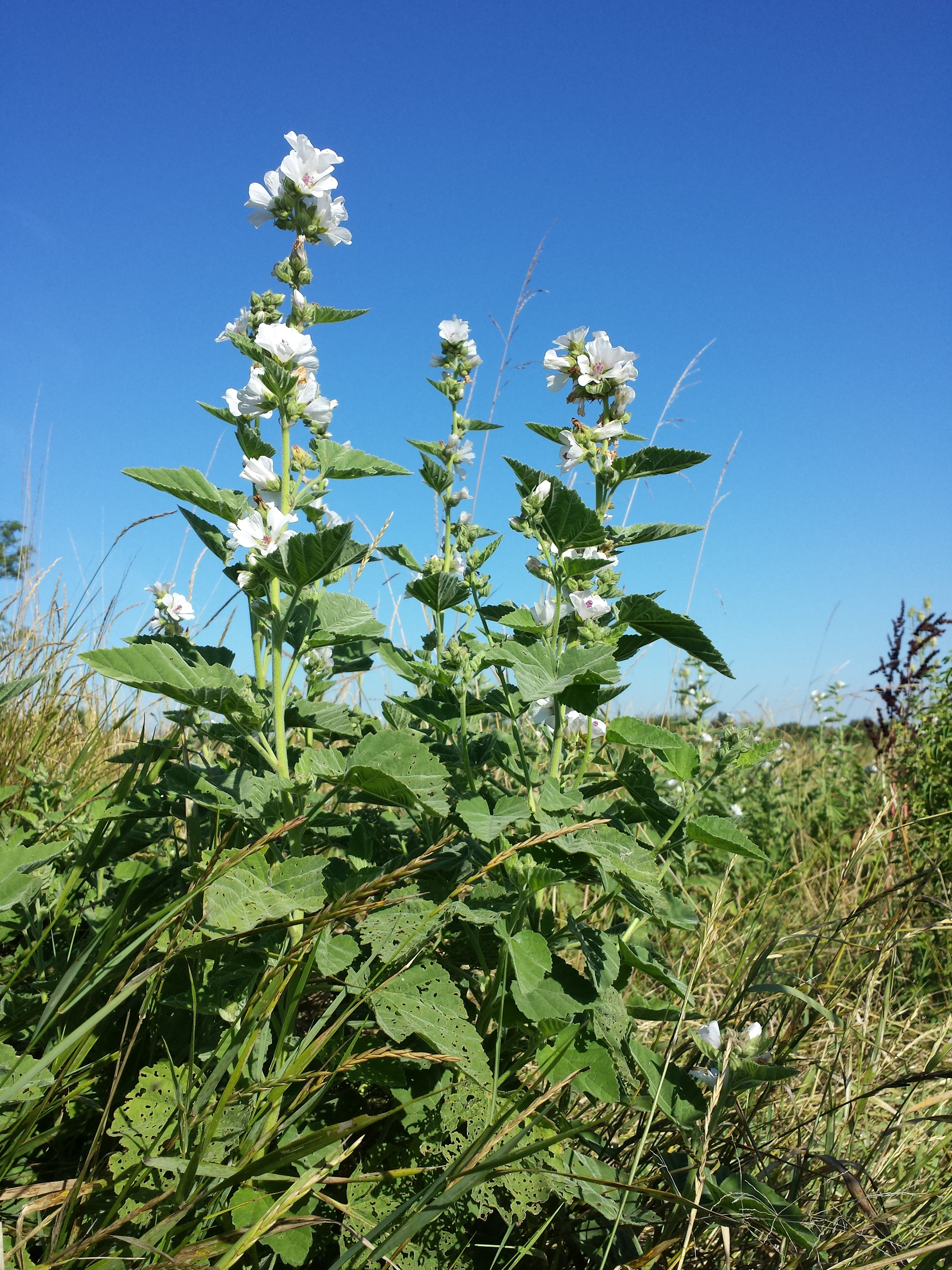
Port de la plante.
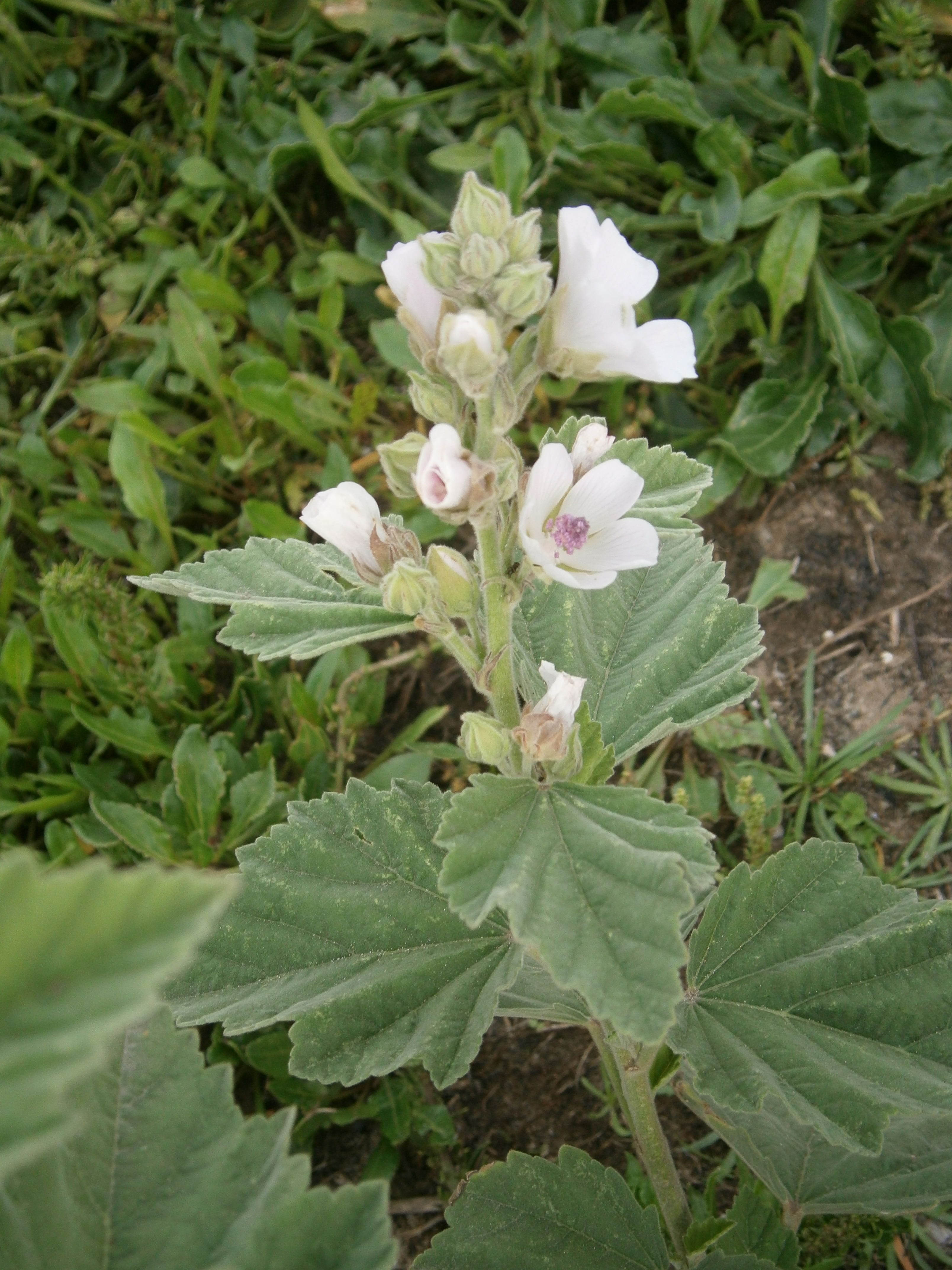
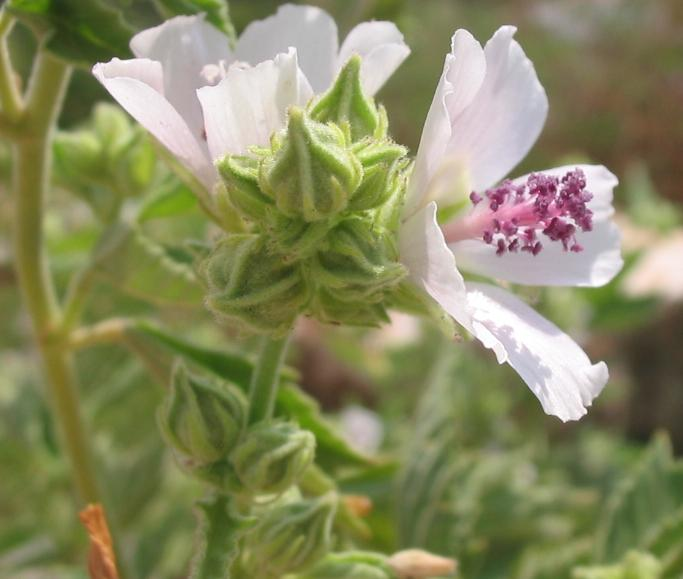
Fleur avec sa colonne staminale (anthères mauves).
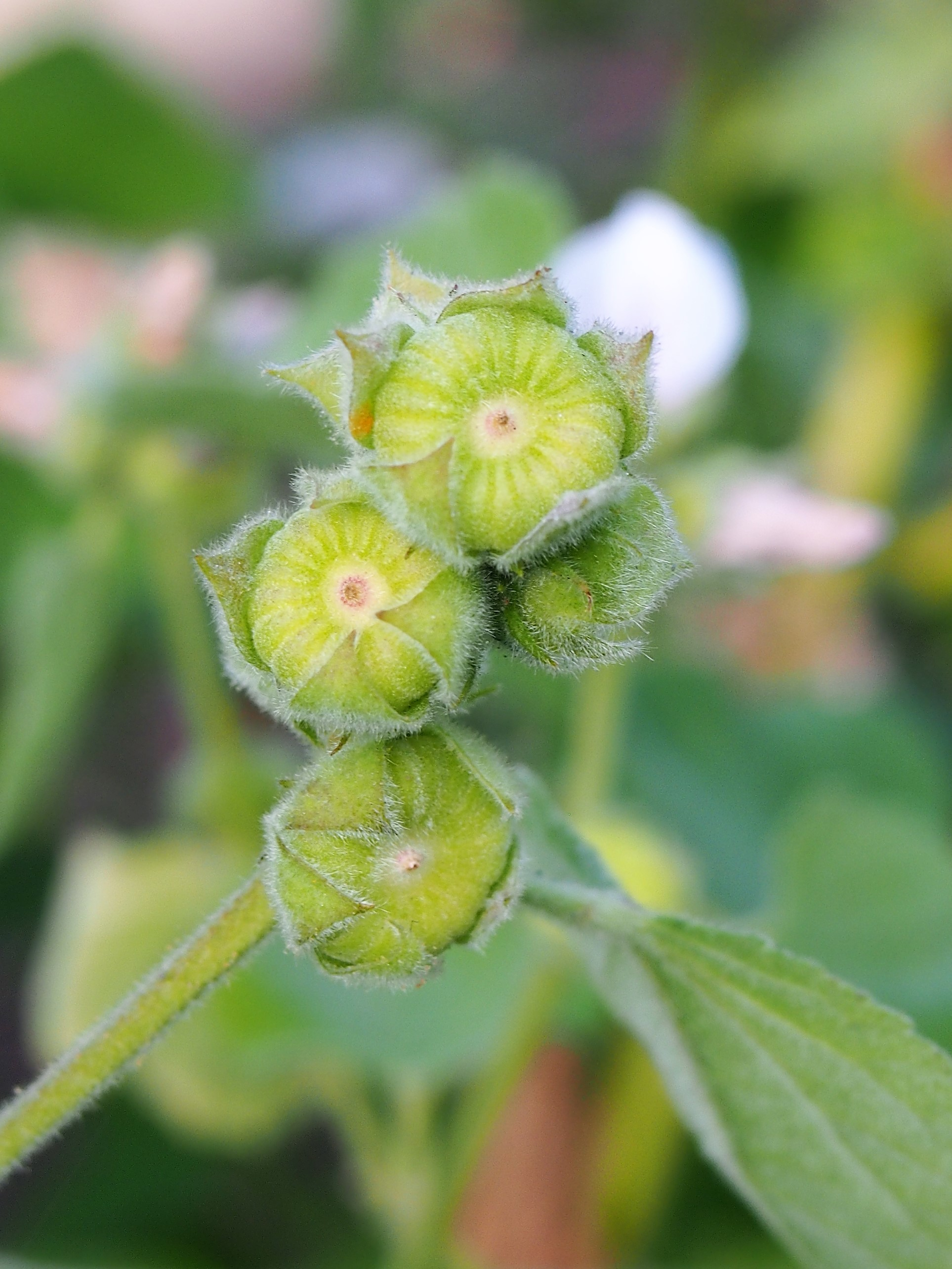
Fruits.
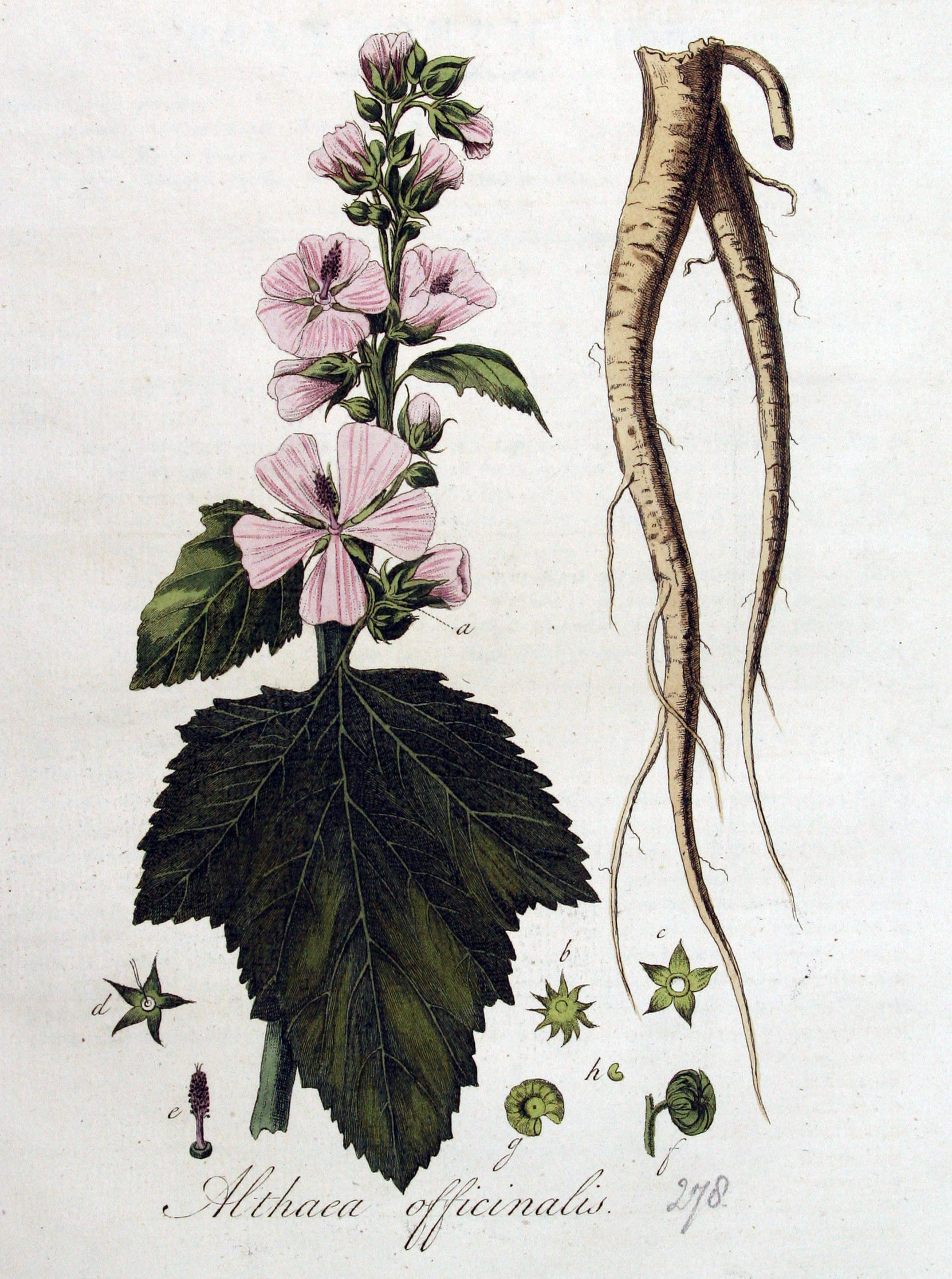
Racines pivotantes.

## Distribution et habitat
Selon POWO, l’aire d’origine de l’espèce s’étend en Europe (du Danemark à l'Espagne et du Royaume-Uni à la Russie et l'Ukraine), en Asie tempérée (de la Turquie au Xinjiang en Chine), et en Afrique du Nord (Algérie, Tunisie).
L’espèce a été introduite en Amérique du Nord et dans les Pays Baltes ou elle s’est fréquemment naturalisée.
En France on la rencontre surtout dans l'Ouest atlantique, dans les milieux humides (les bords de mer, les prés salés, les bords de rivières, les marais).
L'habitat type est la mégaphorbiaie planitiaire-collinéenne, mésotrophile, neutrophile, atlantique.

## Statut
Cette plante est protégée dans le Nord-Pas-de-Calais, en Lorraine et en Picardie.

## Composition chimique
Toutes les parties de la guimauve renferment des polysaccharides formés essentiellement de mucilages. Ce sont des polysaccharides à longue chaîne qui sont capables d'absorber l'eau et de former des gels. Ils sont souvent utilisés pour leurs propriétés émollientes et anti-inflammatoires.
Les racines de guimauve sont une des sources végétales qui contient une quantité importante de mucilage (25-35 %). Ils sont formées d’une structure fortement ramifiée composée de D-galactose, de L-rhamnose, et d’acides D-glucuronique et D-galacturonique. Globalement, les polysaccharides des Malvacées présentent une parenté structurale importante avec les polysaccharides pectiques : chaine rhamnogalacturonique, ramifications par des acides uroniques et galactose.
Les racines, comme d’ailleurs les fleurs et les feuilles, contiennent aussi des flavonoïdes (O-glucoside en C8 de l’hypolaetine,…). On y a aussi caractérisé des acides phénols et du scopolétol.

## Utilisations

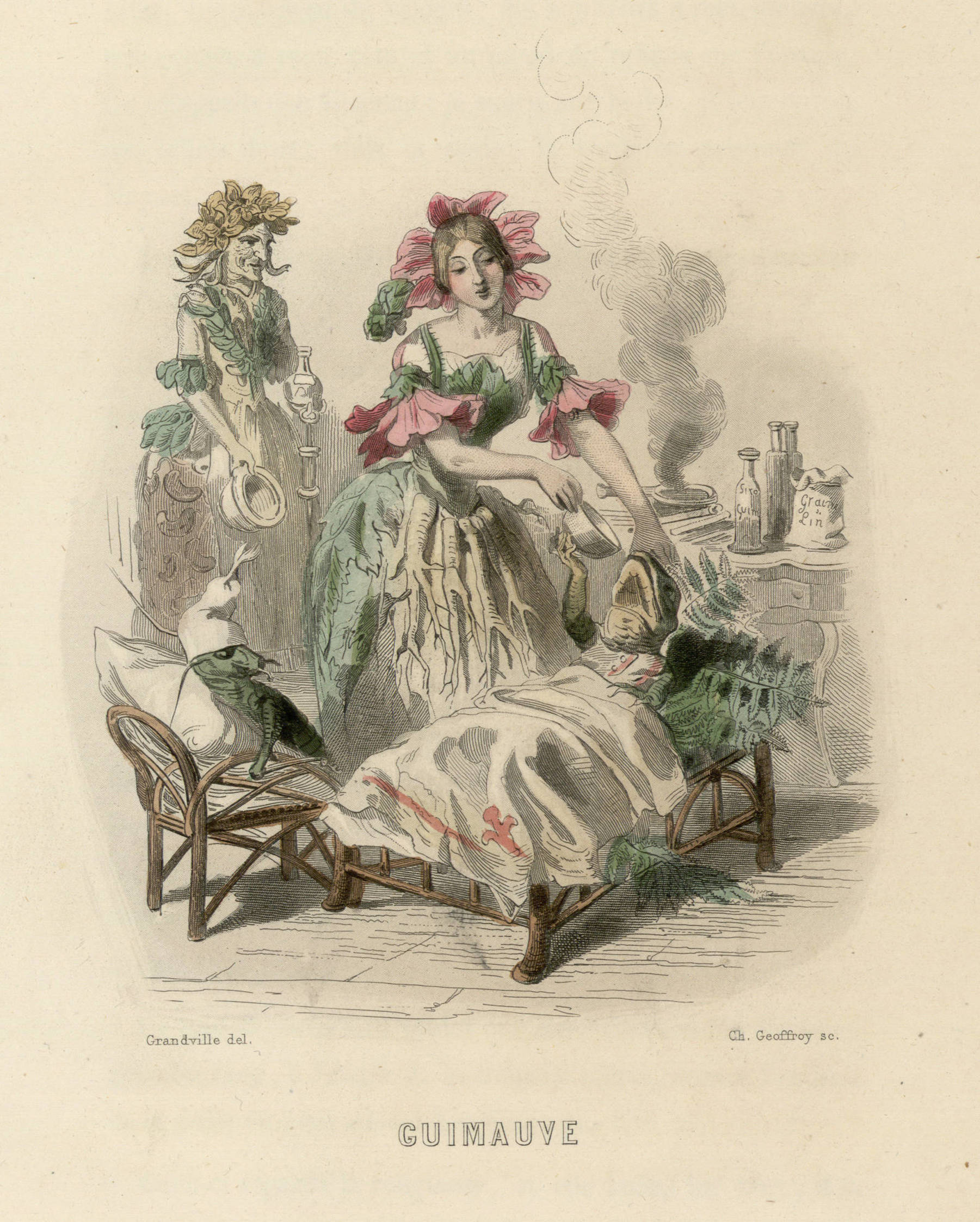
Personnification de la guimauve par Grandville (extrait de Les Fleurs animées, tome 1, 1847, Bibliothèque de Nancy).

- Alimentaire : de cette plante que l'on rencontre particulièrement dans les prés salés ou les zones humides littorales, on extrayait le mucilage des racines pour produire la pâte de guimauve, ou guimauve, sorte de gomme (confiserie) ; elle est cependant remplacée dans l'industrie alimentaire par de la gélatine (collagène, créé à base de peau, d'os, de cartilage et de ligaments d'animaux), tout en gardant cette appellation.
Les racines, médiocrement charnues, se consomment après les avoir ébouillantées pour les attendrir.
Les feuilles peuvent se consommer cuites à la manière des épinards, ou pour les plus tendres, servir à aromatiser les salades.
- Médicinale : Hildegarde de Bingen (1089-1179) la moniale bénédictine qui marque l’apogée de la médecine monastique à la fin du Haut Moyen Âge, recommande de broyer la (racine de) guimauve dans du vinaigre et d’en boire deux fois par jour pour faire chuter la fièvre. La guimauve broyée avec de la sauge et un peu d’huile d’olive, appliquée sur le front permet de lutter contre le mal à la tête (Le livre des subtilités, des créatures de diverses natures, Physica Hildegard[11]).
C’est la plante émolliente par excellence pour Pierre Lieutaghi[12] (1966), riche en mucilages ayant la propriété d’adoucir les parties enflammées. Les fleurs, contrairement à celle de la Mauve, sont la partie de la plante qui contient la moindre quantité de mucilage ; on les emploie infusées, dans l’usage pectoral, accompagnées ou non des feuilles (10 à 30 g pour 1 litre d’eau). 
La macération dans de l’eau tiède (à 20-30 °C) de la racine (8 à 30 g dans 1 litre d’eau) est plus agréable car le liquide obtenu est moins sirupeux, moins épais que l’infusion à chaud ou que la décoction (dans l’eau bouillante). Cette dernière s’utilise surtout dans l’usage externe ; elle est efficace sur les dermatoses, les furoncles qu’elle calme et fait mûrir. Un bain de pieds de cette décoction calme promptement les ampoules les plus cuisantes. Elle est utilisée pour la fabrication de pommade calmante. Pour ses vertus médicinales, on peut substituer la rose trémière à la guimauve. 
Dans la pratique populaire existe l’excellente habitude de donner un morceau de racine de guimauve épluchée à mâcher aux enfants au moment de la poussée des dents[12].
En herboristerie, elle entre dans la composition des mélanges de fleurs pectorales.
- Ornementale
- C'est également une plante mellifère.

Elle fait partie des plantes dont la culture est recommandée dans les jardins du domaine royal par le capitulaire De Villis.

## Recherches
Elle peut aider à traiter la toux induite par les inhibiteurs de l'enzyme de conversion, et aussi une des formes de la leishmaniose cutanée.

## Calendrier
Le 16e jour du mois de thermidor du calendrier républicain / révolutionnaire français est dénommé jour de la guimauve, généralement chaque 3 août du calendrier grégorien.